# Soupe patriotique
La soupe patriotique (en chinois simplifié : 护国菜 ; en chinois traditionnel : 護國菜 ; en pinyin : hùguó cài ; littéralement : « protégez le plat du pays », en teochew : hu gog chai) est une soupe de légumes issue des Teochew nang. Elle se développa lors de la dernière année de la dynastie Song comme plat improvisé.

## Histoire
Selon les habitants de la province du Guangdong, avant la bataille de Yamen, le dernier empereur de la dynastie Song, Song Bing, ainsi que les vestiges de son régime, trouvèrent refuge au sein d'un monastère de Chaozhou. Les moines leur servirent une soupe végétarienne improvisée faite de patates douces, champignons, bouillon et saindoux. L'empereur adora la soupe et la nomma « protégez le plat du pays » ou « soupe pour la protection de la nation » (護國菜). Une génération ultérieure la renomma « soupe patriotique ». Après le décès de Zhao Bing, la préparation de la soupe devint une manière d'honorer le dernier empereur Song. La version moderne du hu gog chai peut se réaliser avec d'autres ingrédients, tels que des épinards et des liserons d'eau.

## Préparation
La soupe devint une partie de la cuisine de Chaozhou et sa recette évolua avec le temps. Bien que les Chinois utilisent généralement des patates douces depuis la dynastie Ming, d'autres versions comprennent de l'amarante, des épinards, des liserons d'eau et d'autres légumes verts, ainsi que divers bouillons tels que le bouillon de bœuf ou de poule,. D'autres ingrédients sont souvent ajoutés, comme des œufs battus, du jambon sec effiloché, du tofu, des vermicelles, etc. Les restaurants de Guangdong décorent systématiquement la soupe d'un diagramme taijitu. Cependant, la version la plus authentique de la soupe est faite maison et préparée en utilisant simplement des légumes-feuilles, des champignons et du bouillon de légumes.